# Noriker

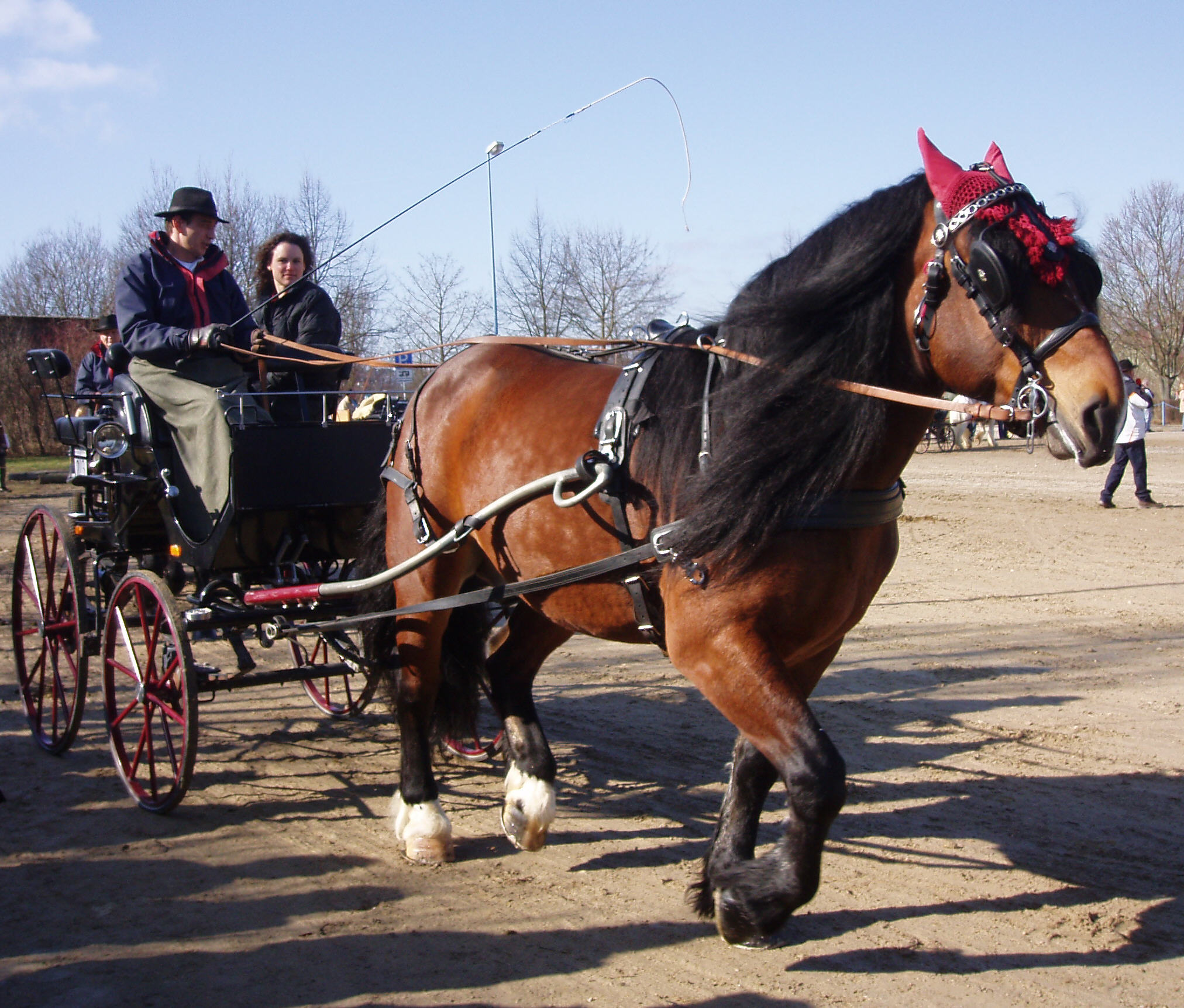
Noriker

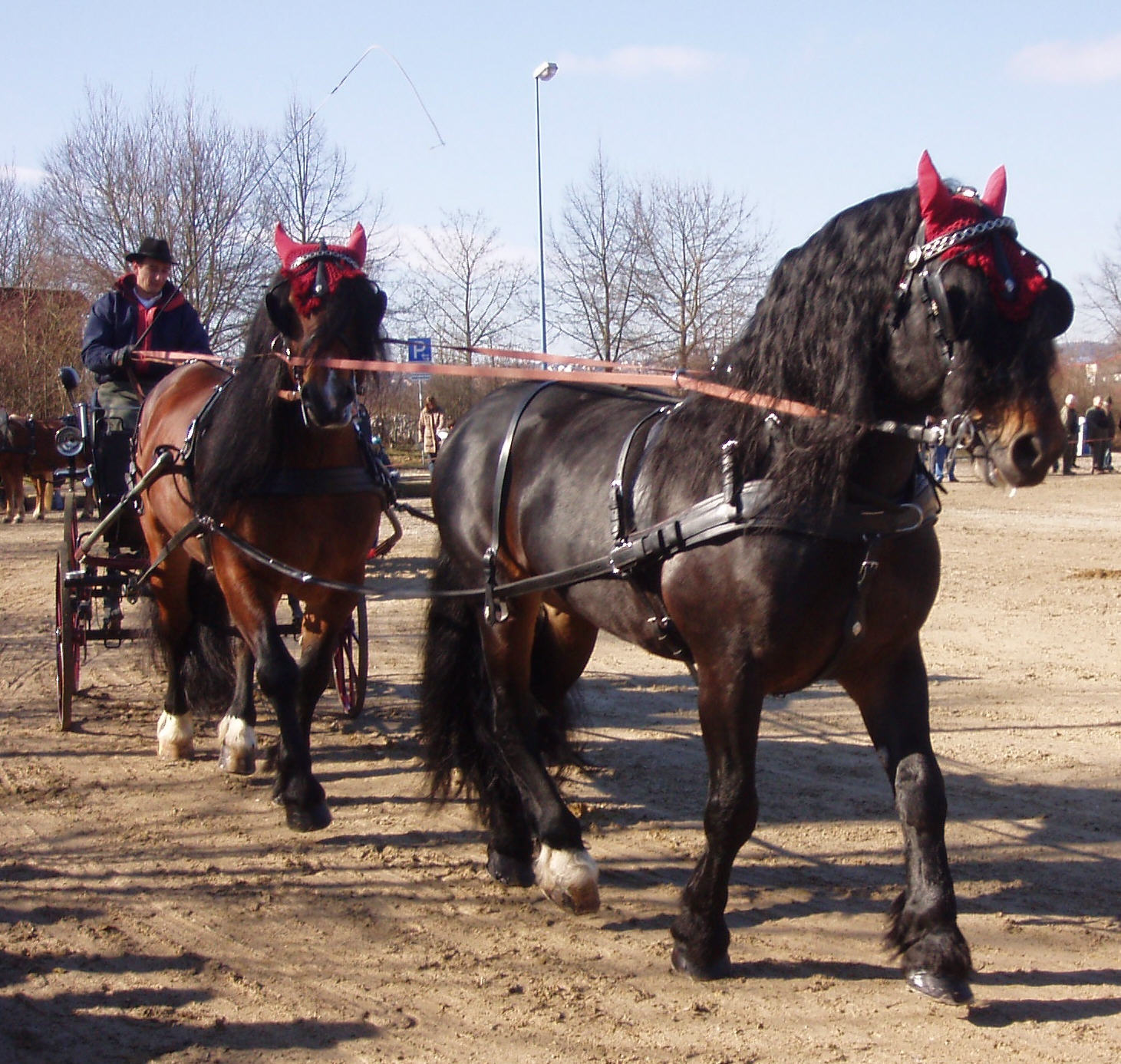
Tandem

Noriker, koń norycki (zwany też pinzgauerem, oberlanderem lub południowoniemieckim koniem zimnokrwistym) to stara rasa, ukształtowana z rozmaitych ciężkich koni, sprowadzonych przez Rzymian około 2000 lat temu do prowincji Noricum. Obejmowała ona tereny w przybliżeniu odpowiadające dzisiejszej Styrii i Karyntii w Austrii. Był to silny koń pociągowy, o pewnym kroku, zdecydowanie odporny, doskonale nadający się do pracy w rolnictwie w ostrym klimacie okolic górskich. W XVI wieku, rasa otrzymała domieszkę krwi koni andaluzyjskich i neapolitańskich, co dało jej większą zwinność i poprawiło wygląd. Później, w XIX wieku, krzyżowano południowoniemiecką linię norkierów z końmi normandzkimi, cleveland bay, rasą holsztyńską, węgierską, clydesdale i końmi oldenburskimi, co przydało jej znacznej lekkości. Dziś istnieje kilka wyodrębnionych linii norkierów. Wszystkie określa się jako mniejsze konie zaprzęgowe, zdolne do pracy w górskich okolicach południowej Europy. Tam odgrywają właśnie znaczną rolę w rolnictwie.